# 歴史的知識にもとづく演奏
歴史的知識にもとづく演奏 (れきしてきちしきにもとづくえんそう、英: Historically Informed Performence)、またはHIPは、その作品が作曲された当時の楽器や技法、慣習にもとづいて演奏することである。またその際の演奏法をピリオド演奏、そこに用いられる楽器をピリオド楽器ともいう。

## 歴史
HIPは当初、古楽として、主にバロック時代やそれ以前の作品を演奏するための研究がされていた。特にワンダ・ランドフスカは従来、ピアノで演奏されていたバロック時代の作品をチェンバロで演奏するようになり、アーノルド・ドルメッチは「17・18世紀の演奏解釈」(1916)を通じて古楽運動の思想的な裏付けを行った。音楽学者のハリー・ハスケルはドルメッチを「HIPの将来の発展に多大な影響を及ぼした人物」と評価している。
1960年代、現状のクラシック音楽のモダン主義的な演奏法に対するアンチテーゼとして古楽運動が活発になる。その際、サーストン・ダートの「音楽の解釈」 (1954)とロバート・ドニンソンの「古楽の解釈」(1963)が一種の根拠として用いられた。またその運動の中心地であったオランダのアムステルダムは古楽演奏の中心地となった。
その後こうした研究を古典派やロマン派、近代の作品へも同様に適応する試みがなされ、あらゆる時代の音楽へと対象が拡大した。またその過程で従来、古楽器として研究の対象となっていたチェンバロやリュートといった楽器に加え、フォルテピアノやオフィクレイド、あるいは18世紀から20世紀に用いられた楽器なども研究の対象となった。
その他、例えばベートーヴェンの交響曲であれば作中のテンポ設定の解釈や、演奏人数なども議論の対象となっている。
音楽学者のブルース・ヘインズは著書「古楽の終焉」の中で、フランス革命の渦中において発生した美学的革命である「ロマン派革命」を指摘し、それによって拒絶される音楽修辞法が重んじられていたルネサンス期から18世紀までの音楽（従来、古楽と呼ばれていた音楽）を修辞学的音楽と呼んだ。

## 主な演奏法
HIPの運動が始まったばかりの20世紀初頭に演奏されてきたバッハやヘンデルは大編成のオーケストラで、重厚に演奏されることが一般的であった。こうした解釈による演奏は「ロマン主義的解釈」として批判の対象となった。
ロマン派的な解釈における演奏法は、ポルタメントやアゴーギク、テンポ・ルバートといった奏法の多様などである。代表的なアーティストとしてヴィルヘルム・フルトヴェングラーやウィレム・メンゲルベルクなどが挙げられる。
20世紀初頭のモダン主義的な解釈による演奏の場合、ロマン派の演奏に比べてレガートが途切れず、またヴィブラートがより強調され、テンポが揺れることもない。代表的なアーティストとしてアルトゥーロ・トスカニーニやヤッシャ・ハイフェッツなどが挙げられる。
HIPの演奏、特にバロック時代の作品などを演奏する場合、チェロやチェンバロなどを除いて原則、立って演奏するのが一般的である。

### 楽譜の読み方
初期の作曲家はしばしば現在と同じ記号を使いながら、異なる意味で、しばしば文脈に依存した書き方をしていた。例えば装飾音の一種であるアッポジャトゥーラと書かれているものは、表記されている長さよりも長いか短いかを意味することが多く、19世紀末のスコアにおいても、ヘアピンの意味（ダイナミクスおよび/またはアゴーギク）については意見の相違がある。

## 主なHIPの演奏家

### 指揮者
- フランソワ＝グザヴィエ・ロト
- ジョルディ・サヴァール
- クリストファー・ホグウッド
- フランス・ブリュッヘン
- ジョン・エリオット・ガーディナー

### 演奏団体
- レ・シエクル
- ムジカ・アンティクヮ・ケルン
- ラ・プティット・バンド
- エスペリオンXXI（英語版）

### 器楽奏者
- ファビオ・ビオンディ
- モニカ・ハジェット
- トン・コープマン